# 彭金荣
彭金荣，浙江大学动物科学学院教授，主要从事肝脏发育与疾病方面的研究工作。入选中华人民共和国教育部2007年度"长江学者"特聘教授，曾获得中国国家基金委国家杰出青年基金。